# Prostitution en Espagne
La prostitution en Espagne n'est pas réglementée par une loi spécifique, mais, il existe quelques activités rattachées comme le proxénétisme qui sont illégales. Par ailleurs des lois protègent les mineurs ou les personnes présentant un handicap mental.

## Présentation
En 2012, le nombre de prostituées en Espagne est de l’ordre de 300 000 femmes selon l’Office des Nations unies contre le crime organisé. Selon Marta Torres, 80% des prostituées sont d’origine étrangère, alors qu’en 1980 c’était essentiellement des espagnoles. L’Espagne est devenu le troisième plus important consommateur de prostitution après la Thaïlande et Porto Rico. Ainsi 39 % des Espagnols, soit près de 18 millions, auraient eu recours aux services d’une prostituée. Les maisons closes sont autorisées.